# Conus sculletti
Conus sculletti is een in zee levende slakkensoort uit het geslacht Conus. De slak behoort tot de familie Conidae. Conus sculletti werd in 1962 ontdekt door Marsh. Net zoals alle soorten binnen het geslacht Conus zijn deze slakken roofzuchtig en giftig. Zij bezitten een harpoenachtige structuur waarmee ze hun prooi kunnen steken en verlammen.